# J. H. Terlingen
Johannes Hermanus Terlingen (Utrecht, 26 de agosto de 1902 - Nimega, 6 de octubre de 1965), romanista, hispanista e italianista holandés del siglo XX.

## Biografía
Fue lector de italiano y español en la Universidad de Nimega desde 1946; desde 1951 fue nombrado catedrático numerario. El organizó en Nimega el II Congreso Internacional de Hispanistas (1965). Escribió Los italianismos en español desde la formación del idioma hasta principios del siglo XVII (Ámsterdam, 1943) y diversos trabajos sobre Miguel de Cervantes, el Cantar de mio Cid, Cristóbal Colón y Dante Alighieri, entre otras obras.

## Obras
- Condottieri en conquistadores: openbare les gegeven bij de aanvaarding van het ambt van lector aan de R. K. Universiteit te Nijmegen, 1948
- Stroom en tegenstroom in de Spaanse en de Italiaanse letterkunde, 1952
- De Katholieke Universiteit in 1961-1962: rede uitgesproken bij de overdracht van het rectoraat, 1962
- Richtlijnen voor een nieuw radiobestel, 1948
- La sorte di Cristoforo Colombo in Olanda, 1951
- De katholieke literatuur in Spaans Amerika, van 1900 tot heden, 1954
- Las "Novelas ejemplares" de Cervantes en la literatura neerlandesa del siglo XVII, 1948
- Uso profano del lenguaje cultural cristiano en el poema de mío Cid, 1953
- Dante nella cultura dei Paesi Bassi, 1958.
- Los italianismos en español desde la formación del idioma hasta principios del siglo XVII Ámsterdam, 1943.

- Datos: Q5394227